# Mandibulata
Mandibulata sau mandibulate este un grup de artropode care cuprinde subîncrengăturile existente Myriapoda (miriapode), Crustacea și Hexapoda (insecte și altele). Mandibulata este grupul soră pentru Arachnomorpha, care conține restul artropodelor (Chelicerata+Trilobita). Mandibulatele constitue grupul cel mai mare și variat de artropode. Numele provine de la apendici modificați numiți mandibule care flanchează gura.
Conține șase grupe de artropode, diferențiate prin diverse forme ale corpului.
- Crustacea - circa 40000 de specii de crustacee
- Chilopoda - 5000 de speci de centipede
- Diplopoda - 8000 de specii de milipede
- Pauropoda - 500 de specii
- Symphyla - 160 de specii
- Insecta - sute de mii de specii